# Pseudanachis
Pseudanachis is een geslacht van weekdieren uit de klasse van de Gastropoda (slakken).

## Soort
- Pseudanachis basedowi (Hedley, 1918)